# Metroul din Atena
Metroul din Atena (în greacă Μετρό Αθήνας, transliterat: Metro Athinas) este un sistem de metrou ce deservește zona urbană a Atenei din Grecia. Linia 1 s-a deschis ca o cale ferată cu cale simplă și material rulant cu aburi în 1869, fiind electrificată în 1904. Începând din 1991, Elliniko Metro S.A. a construit și extins liniile 2 și 3. Acest lucru a schimbat Atena oferind o soluție la problemele de trafic și poluare, precum si revitalizând multe din zonele deservite. Extensiile liniilor existente sunt în dezvoltare sau în licitație, împreună cu noua linie 4, a cărei construcție a început în octombrie 2021.
Metroul din Atena este conectat cu celelalte mijloace de transport public, precum autobuzele, troleibuzele, tramvaiul⁠(d) și rețeaua de trenuri suburbane. Multe dintre stațiile sistemului sunt împodobite cu opere de artă și exponate dintre descoperirile arheologice dezgropate în timpul construcției. A fost singurul sistem de metrou din Grecia până la inaugurarea metroului din Salonic pe 30 noiembrie 2024.